# فرد الیسالده
فدریکو «فرد» دیاس اِلیسالده (اسپانیایی: Federico "Fred" Díaz Elizalde‎؛ ۱۲ دسامبر ۱۹۰۷ – ۱۶ ژانویهٔ ۱۹۷۹) یک موسیقی‌دان، رهبر ارکستر، نوازنده پیانو و آهنگ‌ساز  فیلیپینی-اسپانیایی بود.
او در شهر مانیل از پدر و مادری اسپانیایی زاده شد و از سن ۷ سالگی تحصیل در هنرستان عالی سلطنتی موسیقی مادرید را آغاز کرد و در سن ۱۴ سالگی برندهٔ جایزهٔ نخست رشتهٔ پیانو شد. سپس برای تحصیل در رشتهٔ حقوق به دانشکدهٔ سنت جوزف لندن رفت و در دههٔ ۱۹۲۰ میلادی برای تحصیلات تکمیلی راهی دانشگاه استنفورد شد. در آنجا به دلیل علاقه‌اش به موسیقی، رشتهٔ حقوق را رها کرد و آهنگسازی را از ارنست بلوخ فرا گرفت. سپس مدتی به عنوان سرپرست یک گروه موسیقی جاز در لس آنجلس فعالیت کرد. در سال ۱۹۲۶ به دانشگاه کمبریج رفت تا دوباره در رشتهٔ حقوق درس بخواند و در همان‌جا یک گروه موسیقی بسیار موفق جاز را بنیان نهاد. وی از منتقدان موسیقی رقص بریتانیایی بود و معتقد بود که عناصر وینی آن زیاد است و می‌بایست ضرب‌آهنگ آمریکایی بیشتری را چاشنی آن نمود. وی از افراد تأثیرگذار در سبک موسیقی ترقصی بریتانیایی محسوب می‌شود.
فرد الیسالده مدتی رهبر «ارکستر سمفونی مانیل» و همچنین چندین ارکستر دیگر در آلمان، بلژیک، هلند، پاریس، بیاریتز و مادرید بود و ارتباط نزدیکی با زیگفرید واگنر، داریوس میو، موریس راول و کنچیتا سوپربیا داشت. الیسالده در مدتی که در اسپانیا بود، از شاگردان مانوئل د فایا بود و فایا، او را یکی از بهترین شارحان موسیقی خود می‌دانست. وی از سال ۱۹۳۶ تا ۱۹۳۹ میلادی و در جنگ داخلی اسپانیا تحت فرماندهی فرانسیسکو فرانکو جنگید تا آنکه زخمی شد و ابتدا به مانیل و سپس به فرانسه مهاجرت کرد و طی اشغال فرانسه توسط نیروهای نازی، در حبس خانگی در بایون قرار داشت.
فرد الیسالده تک‌تیرانداز قابلی بود و به عنوان کاپیتان تیم ملی تیراندازی فیلیپین در بازی‌های آسیایی ۱۹۵۴ مانیل چند مدال طلا کسب کرد.